# Григорино
Григорино — деревня в Опочецком районе Псковской области России. Входит в состав Глубоковской волости.
Расположена в 28 км к юго-востоку от центра города Опочка и в 4 км к северу от деревни Лобово.
Численность населения по состоянию на 2000 год составляла 10 человек, на 2012 год — 4 человека.
До 2005 года деревня входила в состав ныне упразднённой Лобовской волости с центром в д. Лобово, а затем до 2015 года — в состав ныне упразднённой Звонской волости.